# Cal Mestre (Navars)
Cal Mestre és una masia situada al municipi de Navars a la comarca catalana del Bages.